# Хасимото, Дайки
Дайки Хасимото (яп. 橋本 大輝, род. 7 августа 2001 года) — японский гимнаст, трёхкратный олимпийский чемпион, 4-кратный чемпион мира, в том числе дважды в личном многоборье.

## Карьера

### 2019
Хасимото участвовал в чемпионате мира в Штутгарте, Германия, где его команда заняла третье место.

### 2021
На летних Олимпийских играх 2020 года в Токио, Япония, Хасимото выступал за сборную Японии, в которую также входили Кадзума Кая, Такеру Китазоно и Ватару Танигава. Хасимото выиграл олимпийское серебро с командой в мужском многоборье, набрав в сумме 262,397 балла, что всего на 0,103 балла меньше победившей команды Олимпийского комитета России. Он также завоевал золотые медали в мужском индивидуальном многоборье и на перекладине с общим счетом 88,465 и 15,066, что сделало его самым успешным гимнастом на этих Олимпийских играх. В свои 19 лет, 11 месяцев и 21 день, он стал вторым самым молодым гимнастом среди юношей в истории Японии, выигравшим олимпийское золото, после Кэндзо Сираи, который в 2016 году выиграл командное золото, будучи на 6 дней моложе, а также самым молодым японским гимнастом, выигравшим олимпийское золото в мужском индивидуальном многоборье и перекладине.

## Личная жизнь
Хасимото родился в Нарите, Япония.
Двое старших братьев, Такуя и Кэнго, также гимнасты. Они вдохновили Хасимото начать заниматься гимнастикой в семилетнем возрасте в детском клубе Савара.
Хасимото получил две награды. В 2019 году он получил премию Excellence Award на Кубке NHK 2019 года. В 2020 году он был удостоен награды «Дорога к Олимпийским играм 2020 года» на церемонии вручения наград TV Asahi Big Sports Awards. Он учится в Университете Джунтендо в Токио, Япония.